# 山中賀久
山中 賀久（日语：山中 かく，1894年12月11日—2008年4月5日），是世界與日本紀錄上的女性人瑞，出身日本愛知縣西尾市，後來居住於愛知縣彌富市。
她是家中四兄妹裡的三女。丈夫死後，到她七十歲以前，一直在港灣倉庫工作。
2008年4月5日中午12時45分，她因老衰而在彌富市的老人安養院過世，享年113歲又四個月。在她過世後，目前日本國內最高齡的人士是一位生於1895年、住在沖繩縣的女士知念蒲。